# Premsa de Tunísia
La premsa a Tunísia està representada per 264 diaris i revistes quasi totes privades i independents. Els partits de l'oposició tenen dret a editar els seus diaris i l'estat els subvenciona el 60% del cost, de manera incondicional. La llibertat de premsa està garantida per la constitució. El Codi de la Premsa fou reformat els anys 1988 (2 d'agost), 1993 (23 de juliol) i 2001 (3 de maig). L'alteració d'ordre públic per escrits als diaris s'ha eliminat com a delicte. L'entrega de còpies de les publicacions fou eliminada el 2005. El primer diari imprès tunisià fou fundat el 24 de juliol de 1860, amb el nom de Arraed Attounsi, ‘la Gaseta Tunisiana’, després Arraed Arrasmi, ‘la Gaseta oficial’.

## Publicacions majors

### Diaris
- Ech-chourouk, creat l'octubre de 1984, llengua àrab
- Al-Horria (abans El Amal), creat el 20 de març de 1988, òrgan del partit Reagrupament Constitucional Democràtic (governamental), llengua àrab
- Assabah, creat l'1 de febrer de 1951, llengua àrab
- Essahafa, creat el gener de 1989, llengua àrab
- Essarih, creat el 3 de gener de 1995, llengua àrab
- La Presse de Tunisie, creat el 12 de març de 1936, públic, proper del Reagrupament Constitucional Democràtic (governamental), llengua francesa
- Le Renouveau (abans L'Action), creat el 20 de març de 1988 com L'Action, llengua francesa
- Le Temps, creat l'1 de juny de 1975, llengua francesa
- Al-Mawkef, òrgan del Partit Progressista Democràtic (PDP) de l'oposició, creat el 12 de maig de 1984, llengua àrab
- Assabah El Ousbouï
- L'Expert, diari, setmanari fins al 2007, econòmic, creat l'abril de 1996, llengües francesa i àrab[1]

### Setmanaris
- Akhbar Achabab, setmanari, creat el 4 d'octubre de, 1997, llengua àrab
- Akhbar Al-Joumhouria, setmanari, creat el 13 d'octubre de 1990, llengua àrab
- Al-Adhouaa (revista 1978-1997), setmanari, creat el 1997, llengua àrab
- Al-Akhbar, setmanari, creat l'abril de 1984, llengua àrab
- Al-Fallah, setmanari, creat el 14 de maig de 1993, llengua àrab
- Echaâb, setmanari, creat l'1 de maig de 1959., òrgan de la Unió General Tunisiana del Treball (UGTT), llengua àrab
- El Anwar, setmanari, creat el 16 d'agost de 1981, llengua àrab
- El-Bayane, setmanari, creat el 14 de novembre de 1977, òrgan de la Union Tunisienne de l'Industrie, du Commerce et de l'Artisanat (UTICA), llengua àrab
- El Ousbou Moussawar, setmanari, creat el 4 d'octubre de 1985, llengua àrab
- El Wahda, setmanari, creat el 1981, òrgan del Partit de la Unitat Popular, llengua àrab
- Sabah Al-Khair, setmanari, creat el 28 d'abril de 1987, llengua àrab
- Tunis Hebdo, setmanari, creat el setembre de 1973, llengua francesa
- Al Ahd, setmanari, creat el 3 de novembre de 1993, llengua àrab
- L'Observateur / El Moulahedh, setmanari, creat el gener de 1993, llengües francesa i àrab
- Réalités / Haqaieq, setmanari, creat el gener de 1979, llengües francesa i àrab
- Revue de la Radio et Télévision Tunisienne, setmanari, públic, creat el gener de 1959, llengua àrab

### Altre periodicitat
- L'Economiste Maghrébin, quinzenal, creat el 2 de maig de 1990, llengua francesa[2]
- Attariq Al Jadid, mensual, òrgan del Partit Ettajdid (oposició), llengua àrab
- Tunis Al-Khadhra, bimestral, creat el 20 de març de 1976, òrgan de la Union Tunisienne de l'Agriculture et de la Pêche (UTAP), llengua àrab[3]

### Premsa regional
- Chams Al-Janoub, creat el 1975 a la regió de Sfax i expandit a tot el sud
- Le Canal, creat el 15 d'octubre de 1967 per la regió de Bizerta, i estès per tot el nord-est
- Miraat Al-Wassat, creat el 1982 a Sidi Bouzid

### Premsa especialitzada
- Al-Masar, literatura, publicat per Unió d'Escriptors Tunisians
- La vie culturelle, revista cultural del Ministeri de Cultura i Preservació del Patrimoni
- Rihaab Al-Maarifa, literatura, privat
- Assadiqya, publicació de l'Associació de Graduats del Col·legi Sadiki
- Les Annales de l'Université Tunisienne, revista de la Facultat d'Humanitats de Manouba
- Le Septieme Art, revista de cine
- L'Ingénieur Tunisien, publicació del Col·legi d'Enginyers
- Sciences Plus, revista de natura i ciències
- La Revue Tunisienne des Sciences de la Communication, revista de la Universitat de Tunis (Institut de Premsa i ciències de la informació)
- Planet magazine, revista privada del grup Planet (proveïdor d'Internet)
- Santé et Sécurité Professionnelle, revista de l'Institut de Salut i Seguretat
- La Sécurité Routière, revista de l'Associació Tunisiana de Conducció Segura
- La Revue Médicale Tunisienne, revista mèdica del Col·legi de metges
- La Tunisie économique, revista de l'Organització d'Empresaris (UTICA)
- l'Agriculture, revista del Ministeri d'Agricultura i Recursos de l'Aigua
- L'Investisseur agricole, revista de l'Agència de Promoció de la Inversió en Agricultura
- Exporter, revista del Centre Nacional per la Promoció de les Exportacions (CEPEX) i el Ministeri de Comerç
- Profession Tourisme, revista privada de turisme
- Tourisme info, revista privada de turisme
- Le Transport, revista del Ministeri de Transports
- Al-Jil Al-Jadid, revista per joves i adolescents
- Aladin, revista infantil
- Irfen, revista infantil
- Kaous qouzah, revista infantil
- Al-Mara, revista de la Unió Nacional de Dones Tunisianes
- Echos des Mères, revista de l'Associació de Mares Tunisianes
- Nuance magazine, revista mensual independent destinada a públic femení
- Affaires judiciaires, revista de l'Associació Tunisiana de Jutges
- La Vie Parlementaire, revista de la Cambra de Diputats
- Magistrature et Législation, revista del Ministeri de Justícia i Drets Humans

### Premsa digital
- MABAPOST.TN[4] (àrab, anglès, francès)